# TERF2IP
TERF2IP (англ. TERF2 interacting protein) – білок, який кодується однойменним геном, розташованим у людей на короткому плечі 16-ї хромосоми. Довжина поліпептидного ланцюга білка становить 399 амінокислот, а молекулярна маса — 44 260.
| 10         |  | 20         |  | 30         |  | 40         |  | 50         |
| ---------- |  | ---------- |  | ---------- |  | ---------- |  | ---------- |
| MAEAMDLGKD |  | PNGPTHSSTL |  | FVRDDGSSMS |  | FYVRPSPAKR |  | RLSTLILHGG |
| GTVCRVQEPG |  | AVLLAQPGEA |  | LAEASGDFIS |  | TQYILDCVER |  | NERLELEAYR |
| LGPASAADTG |  | SEAKPGALAE |  | GAAEPEPQRH |  | AGRIAFTDAD |  | DVAILTYVKE |
| NARSPSSVTG |  | NALWKAMEKS |  | SLTQHSWQSL |  | KDRYLKHLRG |  | QEHKYLLGDA |
| PVSPSSQKLK |  | RKAEEDPEAA |  | DSGEPQNKRT |  | PDLPEEEYVK |  | EEIQENEEAV |
| KKMLVEATRE |  | FEEVVVDESP |  | PDFEIHITMC |  | DDDPPTPEED |  | SETQPDEEEE |
| EEEEKVSQPE |  | VGAAIKIIRQ |  | LMEKFNLDLS |  | TVTQAFLKNS |  | GELEATSAFL |
| ASGQRADGYP |  | IWSRQDDIDL |  | QKDDEDTREA |  | LVKKFGAQNV |  | ARRIEFRKK  |

A: Аланін

C: Цистеїн

D: Аспарагінова кислота

E: Глутамінова кислота

F: Фенілаланін

G: Гліцин

H: Гістидин

I: Ізолейцин

K: Лізин

L: Лейцин

M: Метіонін

N: Аспарагін

P: Пролін

Q: Глутамін

R: Аргінін

S: Серин

T: Треонін

V: Валін

W: Триптофан

Кодований геном білок за функціями належить до активаторів, фосфопротеїнів. 
Задіяний у таких біологічних процесах, як транскрипція, регуляція транскрипції, ацетилювання. 
Локалізований у цитоплазмі, ядрі, хромосомах.